# Margareta Juncu
Margareta Juncu (z domu Mureșan, ur. 13 marca 1950 w Klużu-Napoce) – rumuńska szachistka, arcymistrzyni od 1982 roku.

## Kariera szachowa
W latach 80. należała do szerokiej światowej czołówki. Największy sukces w karierze osiągnęła w roku 1982, zwyciężając w Tbilisi w turnieju międzystrefowym i zdobywając awans do grona pretendentek do tytuł mistrzyni świata. Rozegrany rok później w Bad Kissingen ćwierćfinałowy mecz z Lidią Siemionową minimalnie przegrała 4½ - 5½. W 1985 po raz drugi wystąpiła w turnieju międzystrefowym w Żełeznowodsku, zajmując VIII miejsce.
W latach 1978–1990 siedmiokrotnie reprezentowała narodowe barwy na szachowych olimpiadach (w tym 5 razy na I szachownicy). W swoim dorobku posiada 3 olimpijskie medale, zdobyte w klasyfikacji drużynowej: srebrny (1982) i dwa brązowe (1984, 1986).
Wielokrotnie startowała w finałach indywidualnych mistrzostw kraju, zdobywając 6 medali: trzy złote (1983, 1985, 1987), srebrny (1979) oraz dwa brązowe (1971, 1977). Poza tym triumfowała w międzynarodowym turnieju w Dortmundzie (1987) oraz podzieliła III miejsce w Budapeszcie (1991, za Margaritą Wojską i Hanną Ereńską-Radzewską). 
Najwyższy ranking w karierze osiągnęła 1 stycznia 1987 r., z wynikiem 2310 punktów zajmowała wówczas 30. miejsce na światowej liście FIDE, jednocześnie zajmując 2. miejsce (za Danielą Nuțu) wśród rumuńskich szachistek.
Od roku 1996 w turniejach klasyfikowanych przez Międzynarodową Federację Szachową występuje bardzo rzadko.